# ポリオミノ (アルバム)
『ポリオミノ』は、やなぎなぎの2枚目のオリジナルアルバム。2014年12月10日にNBCユニバーサル・エンターテイメントジャパンから発売された。

## 概要
自身2枚目となるオリジナルアルバム。ポリオミノは複数の正方形を辺でつなげた多角形で、収録曲自体を正方形に見立てた内容になっている。
販売形態はBlu-ray付初回限定盤（GNCA-1421）・DVD付初回限定盤（GNCA-1422）・通常盤（GNCA-1423）の3種リリースで、初回限定盤には「プリズム」、「センチメンタル」、「流星ビバップ 」、「月灯りふんわり落ちてくる夜」、「セルの恋」、「冬のオルカ」のカバーを収録したCD、「エウアル」アンコールツアー最終公演と三つ葉の結びめ・トコハナのPVメイキング映像を収録したBlu-ray・DVDが同梱されている。

## 収録内容

### CD DISC1
1. polyomino -intro- [4:01][1]
  - 作詞・作曲・編曲：やなぎなぎ
2. トコハナ [4:24][1]
  - 作詞：やなぎなぎ、作曲・編曲：斎藤真也
  - テレビアニメ『ブラック・ブレット』エンディングテーマ
3. ２つの月 [4:08][1]
  - 作詞：やなぎなぎ、作曲・編曲：冨田恵一
4. テトラゴン [4:13][1]
  - 作詞・作曲・編曲：やなぎなぎ
5. ファラウェイ・ハイウェイ [3:12][1]
  - 作詞：やなぎなぎ、作曲・編曲：ARCHITECT
6. Sweet Track [4:11][1]
  - 作詞：やなぎなぎ・楠野功太郎、作曲：楠野功太郎、編曲：大西省吾
  - 日本テレビ系 『スッキリ!!』12月テーマソング
7. landscape [4:02][1]
  - 作詞：やなぎなぎ、作曲・編曲：斎藤真也
8. 逆転スペクトル [4:54][1]
  - 作詞・作曲・編曲：やなぎなぎ
9. navis [4:42][1]
  - 作詞：やなぎなぎ、作曲・編曲：末光篤
10. アクアテラリウム [4:59][1]
  - 作詞：やなぎなぎ、作曲：石川智晶、編曲：MATERIAL WORLD
  - テレビアニメ『凪のあすから』エンディングテーマ（第1話 - 第13話）
11. 三つ葉の結びめ [4:57][1]
  - 作詞：やなぎなぎ、作曲・編曲：出羽良彰
  - テレビアニメ『凪のあすから』エンディングテーマ（第14話 - 第25話）
12. Rainy veil [3:57][1]
  - 作詞：桑島由一、作曲・編曲：藤間仁
  - テレビアニメ『グリザイアの果実』エンジェリック・ハゥル編エンディングテーマ（第10話 - 第12話）
13. Esse [5:24][1]
  - 作詞：やなぎなぎ、作曲：やなぎなぎ・野間康介、編曲：野間康介
  - 日本テレビドラマ『殺人偏差値70』挿入歌
14. クロスロード  [4:47][1]
  - 作詞：新海誠・AKI Oxford、作曲：アイルランド民謡（Londonderry Air）、編曲：多田彰文
  - Z会アニメーションCM「クロスロード」イメージソング
15. polyomino- outro- [4:11][1]
  - 作詞・作曲・編曲：やなぎなぎ

### CD DISC2（初回限定版のみ）
1. プリズム [4:22][1]
  - 作詞・作曲：池田綾子、編曲：保刈久明
  - 原曲：池田綾子の7thシングル。テレビアニメ『電脳コイル』オープニングテーマ
2. センチメンタル [4:07][1]
  - 作詞・作曲：rino、編曲：sasakure.UK
  - 原曲：CooRieの5thシングル。テレビアニメ『美鳥の日々』オープニングテーマ
3. 流星ビバップ [4:00][1]
  - 作詞・作曲：小沢健二、編曲：Yokemura
  - 原曲：小沢健二の11thシングル「痛快ウキウキ通り」カップリング曲。
4. 月灯りふんわり落ちてくる夜 [4:16][1]
  - 作詞・作曲：RYUZI、編曲：真部脩一
  - 原曲：小川七生の1stシングル。テレビアニメ『クレヨンしんちゃん』エンディングテーマ（第249話 - 第297話）
5. セルの恋 [4:43][1]
  - 作詞・作曲：めけて、編曲：やなぎなぎ
  - 原曲：中川晃教の5thシングル、およびNHK『みんなのうた』
6. 冬のオルカ [3:57][1]
  - 作詞・作曲：堀込泰行、編曲：kz
  - 原曲：キリンジのインディーズ2ndシングル。

### Blu-ray / DVD（初回限定盤のみ）
1. やなぎなぎ1st album発売記念ワンマンライブ「エウアル」アンコールツアー @東京 国際フォーラム・ホールC
2. 三つ葉の結びめ (PVメイキング映像)
3. トコハナ (PVメイキング映像)

## 演奏
Disc 1
- やなぎなぎ
  - Vocals
  - Programming & All Other Instruments (#1.4.8.15)
- かどしゅんたろう：Drums (#2.7)
- 黒須克彦：Bass (#2.7)
- 嘉生大樹：Guitar (#2)
- 室屋光一郎ストリングス：Strings (#2)
- 冨田恵一：Sound Produce, Programming, All Other Instruments & Treatments (#3)
- ARCHITECT：Programming & All Other Instruments (#5)
- 神田ジョン (PENGUIN RESEARCH)：Guitar (#5)
- 大西省吾：Programming & All Other Instruments (#6)
- 市川洋介：Vocal Contract (#6)
- クラッシャー木村ストリングス：Strings (#6)
- 齋藤真也：All Other Instruments (#2.7)
- 海老澤祐也：Guitar (#7)
- 室屋光一郎：Violins & Violas (#7)
- 比田井修：Drums (#8)
- 二村学：Bass (#8)
- 末光篤：Piano (#9)
- 金川卓矢：Drums (#9)
- 浜崎賢太：Bass (#9)
- 鈴木俊介：Guitar (#9)
- 西田マサラ：Programming & Arrangement (#10)
- 石川智晶：Produce, Basic Arrangement, Chorus Arrangement, Direction (#10)
- 小倉博和：Guitar & Arrangement (#10)
- 渡辺等：Bass (#10)
- 出羽良彰：Programming & All Other Instruments (#11)
- 村田泰子ストリングス：Strings (#11)
- 藤間仁：All Instruments, Programming, Direction (#12)
- 野間康介：Sound Produce, Programming & All Other Instruments (#13)
- 和田敏明：Guitar (#13)
- 多田彰文：Synthesizer Programming, Bass, Guitar & Chorus (#14)

Disc 2 
- やなぎなぎ
  - Vocals
  - Programming & All Other Instruments (#5)
- 保刈久明：Programming & All Other Instruments (#1)
- 佐野康夫：Drums (#1)
- 渡辺等：Bass (#1)
- 藤堂昌彦：Violin (#1)
- sasakure.UK：Programming & All Other Instruments (#2)
- 除村武志 (YMCK)：Programming & All Other Instruments (#3)
- 真部脩一：Programming & All Other Instruments (#4)
- 黒瀧節也：Programming (#4)
- kz (livetune)：Programming & All Other Instruments (#6)

## チャート
| チャート（2014年）         | 最高位 |
| -------------------------- | ------ |
| オリコン週間               | 7      |
| オリコン月間               | 25     |
| Billboard JAPAN Top Albums | 8      |
| サウンドスキャンジャパン   | 8      |